# 海田大橋
海田大橋（かいたおおはし）は、広島湾内の北東部にかかる道路橋およびその橋を中心とした有料道路。「臨港道路海田大橋」の有料橋である。
1990年土木学会田中賞作品部門受賞。
愛称は「広島ベイブリッジ」。

## 概要
1990年12月供用開始。県土木局の独立機関である広島港湾振興事務所が保有し、県・広島市およびヤマハ発動機他の第三セクターである（株）ひろしま港湾管理センターが管理している。
当初計画においては、起点側が広島市南区出島-終点側が安芸郡坂町海田市東部流通団地を結ぶ「臨港道路出島海田線」の橋であった。
出島海田線の当初計画区間5.5kmのうち仁保JCTより西は広島高速3号線の一部として供用、仁保JCTより東の総延長2.9kmが臨港道路海田大橋として供用している。うち、橋梁部が約1.9kmで、その内1.2kmが渡海部である。
東広島廿日市道路（広島南道路）を形成する地域高規格道路であり、将来的には東広島バイパスと繋がる予定である。
なお上記の通り、臨港道路海田大橋の道路管理上の起終点はこれらの道路と逆で、仁保が起点-流通団地が終点となっている。
2010年よりETCレーン運用が開始されたものの、利便性向上のため海田町側により無料開放化が望まれている。
歩行者、自転車を含む軽車両、原動機付自転車、総排気量125cc以下の小型自動二輪車、2人乗りの自動二輪車（20歳未満又は免許取得後3年未満の運転者に限る）は通行禁止であり、自動車専用道路とほぼ同等の規制である。

## 臨港道路海田大橋

### インターチェンジ
- 施設名欄の背景色が■である部分は施設が供用されていない、または完成していない事を示す。

| 施設名                      | 接続路線名                   | 起点から (km) | 備考                                                                          | 所在地      |
| --------------------------- | ---------------------------- | ------------- | ----------------------------------------------------------------------------- | ----------- |
| 広島高速3号線（広島南道路） |                              |               |                                                                               |             |
| 仁保JCT                     | E31 広島呉道路 広島高速2号線 | 0.0           | 海田大橋→広島呉道路呉方面および 広島呉道路広島方面→海田大橋各方面は通行不可。 | 広島市 南区 |
| 海田大橋出入口              | 広島県道276号矢野海田線      | 2.9           |                                                                               | 安芸郡 坂町 |
| 広島南道路・東広島バイパス  |                              |               |                                                                               |             |

## 構造

### 諸元
道路諸元
- 区間
  - 起点 : 広島県広島市南区仁保沖町[1]
  - 終点 : 安芸郡坂町東部流通団地[1][4]
  - 延長 : 2.9km[1]
  - 道路規格 : 第3種1級〔設計速度60km/時〕[4]
    - 将来的には第2種1級 〔設計速度80km/時〕に対応[4][8]
- 車線数 : 4車線[4][8]
- ランプ規格 : C規格[4]

橋梁諸元
- 橋長 : 1856.3m [5]
- 最大支間長 : 250.0m[1][5]
- 幅員 : 車道14.0m[1]
- 航路限界 : 30.0m[1]
- 橋種 : 連続鋼床版箱桁橋[1][5]

### 特徴
広島湾海田地区は5,000tクラスの大型運搬船が航行することから比較的大きな航路限界が設定された。
そのため「海田大橋計画技術委員会」を設置し様々な見地から検討した結果、上部工は鋼床版連続箱桁橋、基礎工はオープンケーソンが採用された。
オープンとなったのは先に竣工した広島大橋で施工実績があるからである。
特に上部工においては、主径間の最大支間長250 mは完成当時としては日本最長の桁橋で、2014年現在で宇品大橋についで国内2位にあたる（なみはや大橋・江島大橋・新町川橋と同位）。無補剛の充腹桁の桁橋としては現在も日本最長である。
桁に関し、幅員に対して桁高が高いものとなったこと、半数以上が半径500 mの曲線桁となったため、風洞実験や施工の安全性など十分な検討が行われた。